# Bernatowicz II
Bernatowicz (Wierność) – polski herb szlachecki, odmiana herbu Trąby, z nobilitacji.

## Opis herbu
Opis zgodnie z klasycznymi regułami blazonowania:
W polu błękitnym trzy trąby myśliwskie czarne z nabiciami i sznurami złotymi, w rosochę, stykające się ustnikami. 
W klejnocie pięć piór strusich, na których dwa pióra gęsie, złote, w krzyż skośny.

## Najwcześniejsze wzmianki
Nadany w 1768 roku, Jakubowi Bernatowiczowi, sekretarzowi Michała Radziwiłła i Karola Radziwiłła. Radziwiłłowie użyczyli zatem Bernatowiczowi własnego herbu, z odmianą.

## Herbowni
Bernatowicz.